# Belgisch kampioenschap driebanden
Het Belgisch kampioenschap driebanden (een spelsoort in het carambolebiljarten) wordt sinds 1928 georganiseerd door de Koninklijke Belgische Biljartbond. Het kampioenschap ging niet door wegens de Tweede Wereldoorlog van 1940 tot en met 1945.
Onbetwist leider in de rangschikking van de meervoudig Belgische kampioenen driebanden is Raymond Ceulemans met niet minder dan 24 titels. Zijn grote voorbeeld, René Vingerhoedt, haalde 13 titels. In 2025 won Eddy Merckx zijn twaalfde titel en staat zo alleen derde. Vierde is Frédéric Caudron met negen titels, en vijfde op de lijst is diegene die ook de allereerste Belgisch Kampioen was, Emiel Zaman, die zeven titels zou verzamelen.
Eerste jaargang was 1928 (Antwerpen). Hoewel de federatie van 1906 bestaat werden de Kampioenschappen indertijd niet zo genoemd als dusdanig.

## Erelijst
| Editie                                    | Seizoen | Locatie         | Goud                   | Zilver             | Brons              |
| ----------------------------------------- | ------- | --------------- | ---------------------- | ------------------ | ------------------ |
| 1                                         | 1928    | Antwerpen       | Emiel Zaman            |                    |                    |
| 2                                         | 1929    | Brussel         | Emiel Zaman            |                    |                    |
| 3                                         | 1930    | Gent            | Emiel Zaman            |                    |                    |
| 4                                         | 1931    | Gent            | Gustaaf Van Belle      |                    |                    |
| 5                                         | 1932    | Luik            | Charles Radoux         |                    |                    |
| 6                                         | 1933    | Charleroi       | Daniel Faniel          |                    |                    |
| 7                                         | 1934    | Brussel         | Emiel Zaman            |                    |                    |
| 8                                         | 1935    | Verviers        | Emiel Zaman            |                    |                    |
| 9                                         | 1936    | Gent            | Emiel Zaman            | Bertrand Fanchamps | Pierre Fauconnier  |
| 10                                        | 1937    | Brussel         | Pierre Verbist         |                    |                    |
| 11                                        | 1938    | Sint-Niklaas    | Emiel Zaman            | Bertrand Fanchamps | Theo Lefevre       |
| 12                                        | 1939    | Brussel         | René Vingerhoedt       | Gustaaf Van Belle  | Pierre Verbist     |
|                                           |         |                 |                        |                    |                    |
| 13                                        | 1946    | Luik            | Pierre Fauconnier      |                    |                    |
| 14                                        | 1947    | Brussel         | René Vingerhoedt       |                    |                    |
| 15                                        | 1948    | Brussel         | René Vingerhoedt       |                    |                    |
| 16                                        | 1949    | Verviers        | René Vingerhoedt       |                    |                    |
| 17                                        | 1950    | Antwerpen       | Maurice Van De Spiegel |                    |                    |
| 18                                        | 1951    | Brussel         | René Vingerhoedt       |                    |                    |
| 19                                        | 1952    | Charleroi       | René Vingerhoedt       |                    |                    |
| 20                                        | 1953    | Leuven          | René Vingerhoedt       |                    |                    |
| 21                                        | 1954    | Oostende        | René Vingerhoedt       |                    |                    |
| 22                                        | 1955    | Luik            | René Vingerhoedt       |                    |                    |
| 23                                        | 1956    | Antwerpen       | René Vingerhoedt       |                    |                    |
| 24                                        | 1957    | Oostende        | René Vingerhoedt       |                    |                    |
| 25                                        | 1958    | Luik            | Frans Rombouts         | Raymond Steylaerts | René Vingerhoedt   |
| 26                                        | 1959    | Oostende        | René Vingerhoedt       | Pierre Fauconnier  | Raymond Steylaerts |
| 27                                        | 1960    | Lier            | René Vingerhoedt       | Laurent Boulanger  | Raymond Ceulemans  |
| 28                                        | 1961    | Luik            | Raymond Ceulemans      | Frans Rombouts     | René Clasens       |
| 29                                        | 1962    | Leuven          | Raymond Ceulemans      | René Clasens       | Pierre Fauconnier  |
| 30                                        | 1963    | Gent            | Raymond Steylaerts     | Raymond Ceulemans  | René Clasens       |
| 31                                        | 1964    | Turnhout        | Raymond Ceulemans      | Raymond Steylaerts | Nand Van Barel     |
| 32                                        | 1965    | Grobbendonk     | Raymond Ceulemans      | Raymond Steylaerts | Laurent Boulanger  |
| 33                                        | 1966    | Duffel          | Raymond Ceulemans      | Raymond Steylaerts | Jos Jansen         |
| 34                                        | 1967    | Bosvoorde       | Raymond Ceulemans      | Nand Van Barel     | Jos Jansen         |
| 35                                        | 1968    | Luik            | Raymond Ceulemans      | Laurent Boulanger  | Raymond Steylaerts |
| 36                                        | 1969    | Hasselt         | Laurent Boulanger      | Raymond Ceulemans  | Nand Van Barel     |
| 37                                        | 1970    | La Louvière     | Raymond Ceulemans      | Laurent Boulanger  | René De Baets      |
| 38                                        | 1971    | Gent            | Raymond Ceulemans      | Laurent Boulanger  | Nand Van Barel     |
| 39                                        | 1972    | Hoboken         | Raymond Ceulemans      | Ludo Dielis        | Nand Van Barel     |
| 40                                        | 1973    | Brussel         | Raymond Ceulemans      | Ludo Dielis        | Arnold Depaepe     |
| 41                                        | 1974    | Luik            | Raymond Ceulemans      | Arnold Depaepe     | Ludo Dielis        |
| 42                                        | 1975    | Jemeppe         | Raymond Ceulemans      | Laurent Boulanger  | Raymond Steylaerts |
| 43                                        | 1976    | Hasselt         | Raymond Ceulemans      | Ludo Dielis        | Laurent Boulanger  |
| 44                                        | 1977    | Kortrijk        | Raymond Ceulemans      | Ludo Dielis        | Laurent Boulanger  |
| 45                                        | 1978    | Hoboken         | Raymond Ceulemans      | Ludo Dielis        | Flor Dejonghe      |
| 46                                        | 1979    | Vorst           | Raymond Ceulemans      | Raymond Steylaerts | Laurent Boulanger  |
| 47                                        | 1980    | Banneux         | Raymond Ceulemans      | Ludo Dielis        | Arnold Depaepe     |
| 48                                        | 1981    | Oostende        | Raymond Ceulemans      | Ludo Dielis        | Daniël Bruggheman  |
| 49                                        | 1982    | Courcelles      | Ludo Dielis            | Raymond Ceulemans  | Daniël Bruggheman  |
| 50                                        | 1983    | Hasselt         | Ludo Dielis            | Raymond Ceulemans  | Daniël Bruggheman  |
| 51                                        | 1984    | Kessel          | Raymond Ceulemans      | Ludo Dielis        | Jef Gijsels        |
| 52                                        | 1985    | Haacht          | Ludo Dielis            | Raymond Ceulemans  | Leon Smolders      |
| 53                                        | 1986    | Louveigné       | Raymond Ceulemans      | Paul Stroobants    | Raymond Steylaerts |
| 54                                        | 1987    | Gent            | Raymond Steylaerts     | Paul Stroobants    | Leon DeVreese      |
| 55                                        | 1988    | La Bouverie     | Raymond Steylaerts     | Jef Gijsels        | Paul Stroobants    |
| 56                                        | 1989    | Genk            | Paul Stroobants        | Raymond Ceulemans  | Michel Mens        |
| 57                                        | 1990    | Lier            | Paul Stroobants        | Raymond Steylaerts | Raymond Ceulemans  |
| 58                                        | 1991    | Deurne          | Kurt Ceulemans         | Raymond Ceulemans  | Leslie Menheer     |
| 59                                        | 1992    | Melen-Micheroux | Paul Stroobants        | Koen Ceulemans     | Raymond Ceulemans  |
| 60                                        | 1993    | Roeselare       | Raymond Ceulemans      | Paul Stroobants    | Koen Ceulemans     |
| 61                                        | 1994    | Casteau         | Frédéric Caudron       | Leslie Menheer     | Leon Smolders      |
| 62                                        | 1995    | Gent            | Jozef Philipoom        | Frédéric Caudron   | Raymond Ceulemans  |
| 63                                        | 1996    | Erembodegem     | Frédéric Caudron       | Raymond Ceulemans  | Ludo Dielis        |
| 64                                        | 1997    | Gent            | Frédéric Caudron       | Francis Forton     | Ludo Dielis        |
| 65                                        | 1998    | Blankenberge    | Peter De Backer        | Francis Forton     | Frédéric Caudron   |
| 66                                        | 1999    | Blankenberge    | Raymond Ceulemans      | Eddy Merckx        | Francis Forton     |
| 67                                        | 2000    | Blankenberge    | Eddy Merckx            | Jozef Philipoom    | Frédéric Caudron   |
| 68                                        | 2001    | Blankenberge    | Raymond Ceulemans      | Frédéric Caudron   | Roland Forthomme   |
| 69                                        | 2002    | Blankenberge    | Jozef Philipoom        | Frédéric Caudron   | Roland Forthomme   |
| 70                                        | 2003    | Blankenberge    | Frédéric Caudron       | Peter De Backer    | Johan Loncelle     |
| 71                                        | 2004    | Blankenberge    | Eddy Merckx            | Eddy Leppens       | Peter De Backer    |
| 72                                        | 2005    | Blankenberge    | Frédéric Caudron       | Francis Forton     | Jozef Philipoom    |
| 73                                        | 2006    | Blankenberge    | Eddy Merckx            | Eddy Leppens       | Kurt Ceulemans     |
| 74                                        | 2007    | Blankenberge    | Frédéric Caudron       | Eddy Leppens       | Francis Forton     |
| 75                                        | 2008    | Blankenberge    | Eddy Merckx            | Roland Forthomme   | Frédéric Caudron   |
| 76                                        | 2009    | Blankenberge    | Roland Forthomme       | Jozef Philipoom    | Ronny Brandts      |
| 77                                        | 2010    | Blankenberge    | Eddy Merckx            | Eddy Leppens       | Roland Forthomme   |
| 78                                        | 2011    | Blankenberge    | Eddy Merckx            | Frédéric Caudron   | Peter De Backer    |
| 79                                        | 2012    | Blankenberge    | Eddy Merckx            | Frédéric Caudron   | Frédéric Mottet    |
| 80                                        | 2013    | Blankenberge    | Roland Forthomme       | Eddy Leppens       | Eddy Merckx        |
| 81                                        | 2014    | Blankenberge    | Eddy Merckx            | Eddy Leppens       | Roland Forthomme   |
| 82                                        | 2015    | Blankenberge    | Eddy Leppens           | Eddy Merckx        | Jozef Philipoom    |
| 83                                        | 2016    | Blankenberge    | Frédéric Caudron       | Roland Forthomme   | Davy Van Havere    |
| 84                                        | 2017    | Blankenberge    | Frédéric Caudron       | Jozef Philipoom    | Steven Van Acker   |
| 85                                        | 2018    | Blankenberge    | Eddy Merckx            | Frédéric Caudron   | Roland Forthomme   |
| 86                                        | 2019    | Blankenberge    | Frédéric Caudron       | Eddy Merckx        | Roland Forthomme   |
| 87                                        | 2020    | Blankenberge    | Eddy Merckx            | Peter Ceulemans    | Francis Forton     |
| '2021: Niet gehouden (COVID-19-Pandemie)' |         |                 |                        |                    |                    |
| 88                                        | 2022    | Sint-Truiden    | Peter De Backer        | Wesley De Jaeger   | Jozef Philipoom    |
| 89                                        | 2023    | Blankenberge    | Eddy Merckx            | Jozef Philipoom    | Peter Ceulemans    |
| 90                                        | 2024    | Blankenberge    | Peter Ceulemans        | Roland Forthomme   | Johan Loncelle     |
| 91                                        | 2025    | Blankenberge    | Eddy Merckx            | Ronny Brants       | Peter Ceulemans    |
|                                           |         |                 |                        |                    |                    |